# 中村壽博
中村 壽博（なかむら としひろ、1974年7月24日 - ）は、福岡県出身の日本のアマチュア野球指導者、元アマチュア野球選手。西日本短期大学附属高等学校卒業、早稲田大学卒業。日本文理大学工学部宇宙工学科准教授。息子は元プロ野球選手の中村宜聖。

## 人物
1992年、第74回全国高等学校野球選手権大会で捕手、一塁手として活躍し、チームを優勝に導く。卒業後は早稲田大学に進学し、同じく野球部に入部。三塁手として1年次からレギュラーを務め、4年時には主将を務めた。同期に三沢興一がいた。リーグ通算86試合に出場、302打数76安打、打率.252、6本塁打、31打点。首位打者1回、ベストナイン2回。1998年に早稲田大学の助監督を務めた後、1999年に日本文理大学硬式野球部の監督に就任。2003年に日本文理大学硬式野球部を全日本大学野球選手権で初出場、初優勝に導いた。
監督就任後は教え子の脇谷亮太、吉川輝昭、古川秀一、小野淳平をプロ野球に送り出している。

## 経歴
- 1990年 西日本短期大学附属高等学校
- 1993年 早稲田大学
- 1998年 早稲田大学野球部 助監督
- 1999年 日本文理大学硬式野球部 監督

## 実績
- 2003年 全日本大学野球選手権大会優勝監督
- 日米大学野球選手権大会日本代表監督
- 2007年 第37回IBAFワールドカップ日本代表コーチ
- 2012年 九州地区大学野球連盟選抜チーム監督[3]